# Edom (Texas)
Edom est une ville située au sud-est du comté de Van Zandt, au Texas, aux États-Unis,.

## Démographie
Lors du recensement de 2010, la ville comptait une population de 375 habitants. Elle est estimée, en 2016, à 383 habitants.

### Source de la traduction
- (en) Cet article est partiellement ou en totalité issu de l’article de Wikipédia en anglais intitulé « Edom, Texas » (voir la liste des auteurs).